# Valle de Elda (periódico)
Valle de Elda es un periódico semanario de ámbito local, perteneciente a la ciudad de Elda, en España. Se edita desde 1956.

## Características
El Valle, es un periódico de publicación semanal, que tiene su tirada los viernes. Se edita en formato tabloide y el idioma en el que está escrito es el español.
El ámbito de la información es local, haciendo referencia a la ciudad de Elda, y con frecuencia, también haciéndose eco de Petrel, municipio junto con el que Elda forma una conurbación de un solo núcleo urbano. La información es generalista, incluyendo todo tipo de noticias de actualidad política, sociedad, sucesos, deportes, cultura y espectáculos. Con frecuencia publica artículos de historia y cultura local. Suele editar números especiales con motivo de festividades locales, tales como las Fiestas Mayores, los Moros y Cristianos o las Fallas.

## Historia
La ciudad de Elda había venido teniendo varias publicaciones de prensa de ámbito local desde finales del XIX y principios del XX, tales como El Vinalapó o Dahellos. A mediados de los años 50 un grupo de amigos aficionados a la escritura, la historia y la cultura local, deciden poner en marcha un periódico semanario que recogiese la información generalista y cultural de la ciudad. 
El 1 de septiembre de 1956 veía la luz el primer número de Valle de Elda, que se ha seguido editando semanalmente y sin interrupciones hasta nuestros días.
Sus fundadores originales fueron cuatro:
- Alberto Navarro Pastor.
- Rodolfo Guarinos Amat.
- Eduardo Gras Sempere.
- Eduardo Navarro Pastor.